# Automobile Dacia
|  | «Dacia» redirigeix aquí. Vegeu-ne altres significats a «Dàcia». |

Dacia Automobile S.A. és una empresa automobilística romanesa fundada el 1966 a Piteşti amb l'assistència de Renault.
Exporta a l'Europa de l'Est, l'Àfrica i a alguns estats asiàtics. A més a més, a conseqüència de l'adquisició del 51% de l'empresa per la francesa Renault el 1999, també ha comercialitzat el model Logan, Sandero, Duster, Lodgy i Dokker en alguns països de l'Europa occidental, a través de la xarxa Renault, però mantenint la marca Dacia. El seu nom fa referència a l'antic regne de Dàcia. Inicialment, els models de Dacia eren models antics de Renault, en particular el Renault 12, que es va fabricar entre els anys 1969 i 2006 amb el nom de Dacia 1300. El 2004 i el 2007, respectivament, es posaren a la venda dos models de disseny i desenvolupament propi: el Dacia Logan i el Dacia Sandero.
Es tracta de la primera empresa de Romania en termes d'ingressos i d'exportacions, atès que representa un 8% de les exportacions romaneses (dades del 2018). El 2019 vengué 736.654 vehicles comercials i de passatgers.